# Gmina Miechów
Die Gmina Miechów ist eine Stadt-und-Land-Gemeinde im Powiat Miechowski der Woiwodschaft Kleinpolen in Polen. Ihr Sitz und der des Powiats ist die gleichnamige Stadt (deutsch Mechau) mit 11.765 Einwohnern (2016).

## Gliederung
Zur Stadt-und-Land-Gemeinde (gmina miejsko-wiejska) gehören neben der Stadt Miechów folgende 34 Ortsteile mit einem Schulzenamt:
Biskupice
Bukowska Wola
Brzuchania
Celiny Przesławickie
Dziewięcioły
Falniów
Falniów-Wysiołek
Glinica
Jaksice
Kalina-Lisiniec
Kalina Mała
Kalina-Rędziny
Kamieńczyce
Komorów
Nasiechowice
Parkoszowice
Podleśna Wola
Podmiejska Wola
Pojałowice
Poradów
Przesławice
Pstroszyce Drugie
Pstroszyce Pierwsze
Siedliska
Sławice
Strzeżów Drugi
Strzeżów Pierwszy
Szczepanowice
Widnica
Wielki Dół
Wymysłów
Zagorzyce
Zapustka
Zarogów
Weitere Ortschaften der Gemeinde sind Parcelacja, Podleśna Wola Górna und Stare Lisiny.

## Verkehr
Neben dem Fernverkehrsbahnhof Miechów liegen die Haltepunkte Kamieńczyce und Szczepanowice der Bahnstrecke Warszawa–Kraków im Gemeindegebiet. Miechów lag auch an der ehemaligen Schmalspurbahn Charsznica–Kocmyrzów.

## Persönlichkeiten
- Carlo Kardinal Furno (1921–2015), Kardinal und Kardinal-Großmeister des Ritterordens vom Heiligen Grab zu Jerusalem, 1996 zum Ehrenbürger ernannt.